# コロンビア (小惑星)
コロンビア (327 Columbia) は、小惑星帯にある典型的な小惑星である。
1892年3月22日にオーギュスト・シャルロワがニースで発見し、クリストファー・コロンブスにちなんで命名された。